# Jorge Consejo
Jorge Consejo (né le 6 juin 1979) à Mexico, est un acteur mexicain de télévision. Il a fait ses débuts en 2001 en jouant dans la telenovela de Carlos Sotomayor, El derecho de nacer, avec Kate del Castillo et Saúl Lisazo. Il a participé à des telenovelas de Televisa, Venevisión et Telemundo.

## Filmographie

### Telenovelas
- 2001 : El derecho de nacer : Oswaldo Martínez
- 2002-2003 : Las vías del amor : Esteban Fernández López
- 2004-2005 : Mujer de madera : Flavio Garcini
- 2006-2007 : Código postal : Ignacio Ibargüengoitia Rosas-Priego
- 2008-2009 : El rostro de Analía : Roberto Picano
- 2009-2010 : Más sabe El Diablo : Lorenzo Blanco
- 2010 : Sacrificio de mujer : Juan Pablo Azcarate
- 2010-2011 : Eva Luna : Jose Lozano
- 2010-2011 : Aurora : Gabriel
- 2012 : Relaciones peligrosas : Gilberto Verdugo
- 2013 : Pasión prohibida : Nicolás Arredondo

### Séries télévisées
- 2007 : S.O.S.: Sexo y otros secretos : photographe
- Mujer casos de la vida real : divers épisodes

### Cinéma
- 2008 : La cueva de los secretos

## Nominations et récompenses
| Année | Catégorie                  | Telenovela        | Résultat |
| ----- | -------------------------- | ----------------- | -------- |
| 2003  | Révélation Meilleur acteur | Las vías del amor | Gagnant  |